# Uusijärvi (Gällivare socken, Lappland, 750190-169777)
Uusijärvi är en sjö i Gällivare kommun i Lappland och ingår i Kalixälvens huvudavrinningsområde. Sjön har en area på 0,0583 kvadratkilometer och ligger 461 meter över havet. Uusijärv ligger i Torne och Kalix älvsystem Natura 2000-område.

## Delavrinningsområde
Uusijärvi ingår i det delavrinningsområde (750282-169930) som SMHI kallar för Utloppet av Saksijärvi. Medelhöjden är 499 meter över havet och ytan är 18,81 kvadratkilometer. Det finns inga avrinningsområden uppströms utan avrinningsområdet är högsta punkten. Vattendraget som avvattnar avrinningsområdet har biflödesordning 5, vilket innebär att vattnet flödar genom totalt 5 vattendrag innan det når havet efter 351 kilometer. Avrinningsområdet består mestadels av skog (57 procent) och sankmarker (37 procent). Avrinningsområdet har 0,63 kvadratkilometer vattenytor vilket ger det en sjöprocent på 3,4 procent.